# Treinbotsing van Hinton
De treinbotsing van Hinton gebeurde op 8 februari 1986 in Hinton (Canada). 23 mensen overleden als gevolg van een botsing tussen een goederentrein en een passagierstrein. Dit was sinds het ongeluk bij Dugald in 1947 de dodelijkste treinbotsing in Canada, totdat het in 2013 werd overtroffen door de treinramp bij Lac-Mégantic.
De oorzaak van het ongeluk was dat de machinist van de goederentrein een aantal stopsignalen miste waardoor zijn trein een rood sein voorbijreed. De goederentrein kwam hierdoor op hetzelfde spoor als de passagierstrein. 